# Mukbang

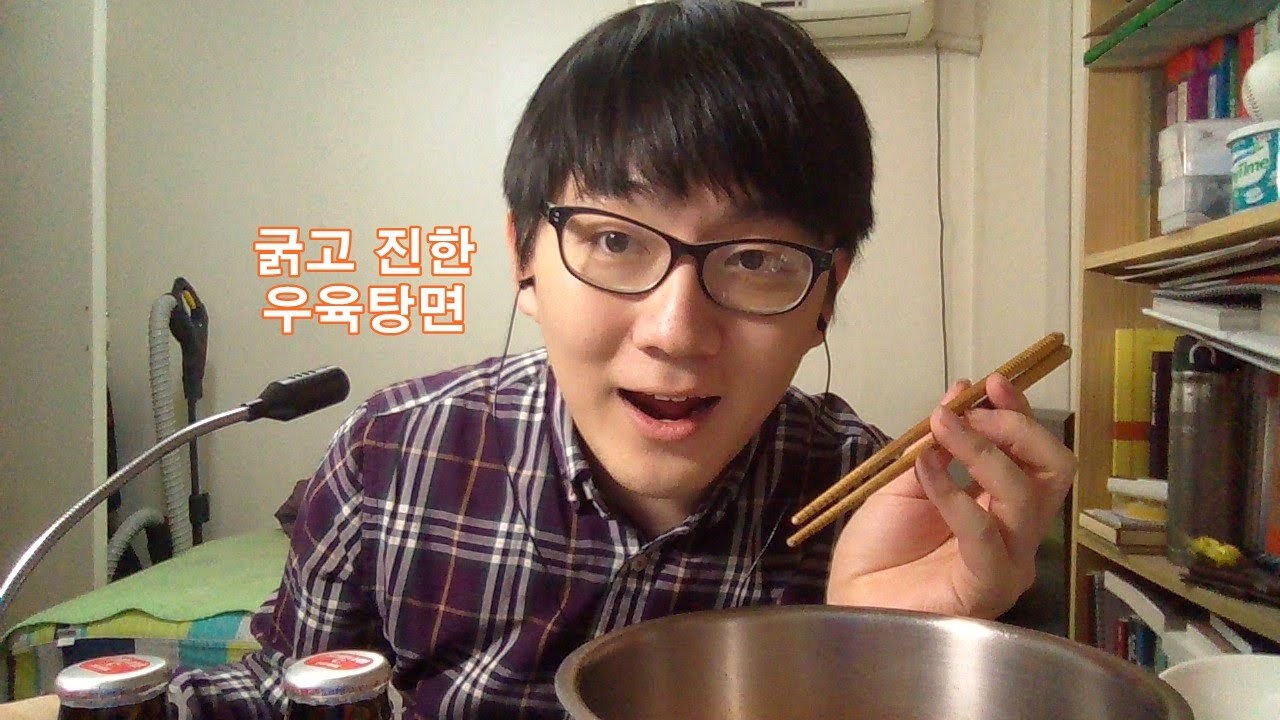
Vignette d'une vidéo de mukbang sud-coréenne sur YouTube.

Le mukbang (du coréen : 먹방 ; RR : meokbang), est un phénomène qui consiste à fabriquer et manger des plats et souvent à avaler des quantités exagérées de nourriture tout en se filmant et en interagissant avec le public connecté éventuellement en direct,. Certains pratiquants sont devenus des célébrités dans ce domaine comme Park Seyeon. Certaines personnes gagnent leur vie ainsi et ce créneau est exploité par l'industrie publicitaire. 

## Étymologie
Le mot mukbang (먹방, meokbang) est un mot-valise composé des mots coréens pour « manger » (먹다, meokda) et « diffusion » (방송, bangsong).

## Origines
Cette pratique viendrait de Corée du Sud où elle a eu lieu la première fois en 2009 sur le service de streaming en pair-à-pair AfreecaTV, avant que cela devienne une tendance sur plusieurs chaines de télévision du câble puis sur certains réseaux sociaux. 
Ce type de programmation met l'accent sur l'attrait de la personne qui prépare la nourriture devant la caméra. Ce sont des programmes rentables pour les sociétés de télédiffusion car leurs coûts de production sont très inférieurs à ceux de la plupart des programmes culturels ou de divertissement.

## Tendances
Les mukbangs sont populaires hors de la Corée. Des plateformes comme Twitch ont même introduit de nouvelles catégories comme « l'alimentation sociale » pour les mettre en lumière. 
De nombreux hôtes génèrent ainsi des revenus en acceptant des dons ou en s'associant à des réseaux publicitaires.

## Explications de la popularité du mukbang
Selon Kim-Hae Jin (doctorante à l'Université de Chosun), le spectateur satisfait par procuration le désir de nourriture en regardant l'émission dans laquelle les hôtes interagissent avec eux en discutant. Les hôtes jouent parfois le rôle de marionnette télécommandée par public et acceptent de faire exactement ce que les gens leur demandent de faire.

## Critiques
En juillet 2018, au motif que l'obésité augmente en Corée du Sud, le gouvernement annonce des directives sur le mukbang, dans le cadre de « Mesures nationales globales de gestion de l'obésité », car il peut induire des comportements de frénésie alimentaire chez certains spectateurs et ainsi nuire à la santé publique. Les mesures du Ministère de la santé et du bien-être de Corée du Sud suscitent aussitôt des protestations sur les réseaux sociaux : le Siège du gouvernement reçoit une quarantaine de pétitions contre la règlementation du mukbang, argumentant qu'« il n'y a pas de corrélation entre le mukbang et la frénésie alimentaire » et que « le gouvernement porte atteinte à la liberté individuelle ».
Selon The Lancet, en mars 2020, certaines émissions encouragées par des plateformes Internet populaires en Asie (Kuaishou, Douyin…) pourraient avoir favorisé des comportements à risque sanitaire et épidémique. Des mukbangs réunissent parfois des personnes en train de manger des aliments étranges ou dangereux. Ainsi, en 2016, un pratiquant de mukbang avait mangé en direct une soupe de chauves-souris. D'autres fois, ce sont des escargots africains, des grenouilles, des rats chinois du bambou ou des pieuvres qui étaient mangés, parfois crus, voire vivants (le poulpe notamment), malgré le risque biologique (bactéries, parasites ou virus sauvages).